# Adolph Rickenbacker
Adolph Rickenbacker (Basilea, 3 aprile 1886 – Contea di Orange, 21 marzo 1976) è stato un liutaio e inventore svizzero naturalizzato statunitense, cofondatore della Rickenbacker strumenti musicali assieme a George Beauchamp ed a Paul Barth.

## Biografia
Nato a Basilea, Svizzera, col nome di Adolf Rickenbacher, emigrò negli Stati Uniti con i parenti più anziani nel 1891, dopo la morte dei genitori, stabilendosi nel Wisconsin e successivamente nel sud della California. Anglicizzò sia il suo nome che quello dell'azienda in Rickenbacker per capitalizzare la popolarità del lontano cugino, l'asso dell'aviazione americana Eddie Rickenbacker.
A partire dalla fine degli anni '20, la sua società, la Rickenbacher Manufacturing Company, produsse i corpi in metallo per la  National String Instrument Corporation. Grazie a questo rapporto incontrò George Beauchamp e Paul Barth e nel 1931 fondarono la Ro-Pat-In Company. Nel 1932 produssero la prima versione in alluminio della lap steel guitar. Due anni più tardi la società venne rinominata in Electro String Instrument Corporation. La produzione di chitarre Frying Pan cessò nel 1939, con circa 2700 pezzi prodotti. Rickenbacker, non convinto della potenzialità del mercato della chitarra, continuò la produzione fino al 1953, quando cedette l'attività a Francis Cary Hall, un precursore del boom delle chitarre elettriche del sud California.
Adolph Rickenbacker è morto di cancro nel 1976, all'età di 89 anni, nella Orange County, California.